# MGM Holdings
MGM Holdings, Inc. – amerykański formalny holding mediowy zarejestrowany w 2005 w stanie Delaware, powstały z połączenia grupy wytwórni filmowych i telewizyjnych, które w przeszłości często ze sobą współpracowały. Obecnie holding należy do: Providence Equity Partners (29%), TPG Capital, L.P. (formalnie Texas Pacific Group) (21%), Sony Corporation of America (formalnie Sony Pictures Entertainment) (20%), Comcast (20%), DLJ Merchant Banking Partners (7%) i Quadrangle Group (3%).
Dzięki tej spółce holdingowej, powyższe inwestycyjne konsorcja posiadają pracownie i studia filmowe w Hollywood.

## Struktura grupy
- Metro-Goldwyn-Mayer Studios
- Metro-Goldwyn-Mayer Pictures
- United Artists
- Orion Pictures
- MGM Television
- MGM Worldwide Television
- MGM Home Entertainment